# Grand Theft Auto: The Trilogy – The Definitive Edition
Grand Theft Auto: The Trilogy – The Definitive Edition je remaster videoher Grand Theft Auto III (2001), Grand Theft Auto: Vice City (2002) a Grand Theft Auto: San Andreas (2004), vydaný 11. listopadu 2021, který byl vyvinutý společností Grove Street Games a publikován společností Rockstar Games.

## Oznámení a vydání
K oficiálnímu oznámení a vydání prvního teaseru došlo 8. října 2021. Hra vyšla na platformy Microsoft Windows, PlayStation 4, PlayStation 5, Xbox One, Xbox Series X a Nintendo Switch 11. listopadu 2021, na platformy mobilních zařízení Android a iOS je vydání plánováno na rok 2022.
Hned po vydání se hra stala terčem silné kritiky od veřejnosti i médií. Například na databázi recenzí Metacritic se její hodnocení pohybovalo mezi 0,4–0,9 body z 10, což ji činí jednu z nejhůře hodnocených produktů na serveru. Hra byla kritizována za malý počet vylepšení, ohavné modely postav a hlavně obrovské množství chyb a bugů všeho druhu. Hra musela být dokonce pár dní po vydání stažena z prodeje, díky čemuž bylo její vydání často přirovnáváno k vydání polské videohry Cyberpunk 2077 o rok dříve. Společnost Rockstar Games se veřejně omluvila za stav videoher při vydání a přislíbila jejich postupné zlepšení a opravu. Zároveň slíbila, že všichni majitelé Definitivní Edice na PC dostanou zdarma původní verzi této trilogie.